# Bitwa pod górą Gindaros
Bitwa pod górą Gindaros – starcie zbrojne między Rzymianami a Partami, które miało miejsce w roku 38 p.n.e. i zakończone zwycięstwem Rzymian.

## Geneza i przebieg bitwy
Z początkiem roku 38 p.n.e. wódz i współwładca partyjski Pakorus I ponownie wyruszył do Syrii. Marek Antoniusz przebywający w Atenach ponownie nakazał obronę tych ziem Publiuszowi Wentydiuszowi Bassusowi, który został wyznaczony na konsula pomocniczego w 43 p.n.e. Ponieważ jego wojska stacjonowały w różnych, oddalonych od siebie miejscach, wódz rzymski potrzebował sporo czasu na zebranie wojsk. Posłużył się wówczas jednym z władców terytoriów przygranicznych, którego wprowadził w błąd, podając mu fałszywą informację jakoby Rzymianie spodziewali się ataku Partów w okolicy Zeugmy nad Eufratem, gdzie na skutek ukształtowania terenu przeciwnik nie byłby w stanie użyć swojej jazdy i łuczników. Wiadomość dotarła do Pakorusa, który zdecydował się na przeprawę przez rzekę w innym, daleko położonym miejscu. Stracił przy tym 40 dni, które wykorzystał Bassus na zebranie swojej armii. Na trzy dni przed nadejściem armii partyjskiej, wojska rzymskie były gotowe do walki.
Na północny wschód od Antiochii w okolicy góry Gindaros, Rzymianie założyli silnie ufortyfikowany obóz. Oddziałom sojuszników Bassus nakazał ulokować się w pobliżu fortyfikacji rzymskich, oni też mieli pierwsi przyjąć na siebie atak przeciwnika. Szturm Partów i ich pancernej jazdy katafraktów został odparty, a wojska Bassusa w kontrnatarciu rozbiły przeciwnika. W bitwie śmierć poniósł Pakorus, którego głowę po bitwie obwożono po krainach Wschodu, jako dowód zwycięstwa. Klęska pod górą Gindaros skutecznie odstraszyła Partów przed kolejnymi najazdami na rzymskie prowincje w następnych dziesięcioleciach.

## Skutki
Zwycięstwo pod górą Gindaros umożliwiło Rzymianom odzyskanie Syrii, a później usunięcie z Palestyny Antygona, rządzącego Judeą zwolennika Partów.